# پالاگولا
پالاگولا (به لاتین: Palagolla) یک منطقهٔ مسکونی در سری‌لانکا است که در استان مرکزی (سری‌لانکا) واقع شده‌است.